# Primorsko numizmatično društvo
Primorsko numizmatično društvo Ilirska Bistrica (PND) je neprofitno in nepolitično kulturno društvo, ki je bilo ustanovljeno 28. januarja 1973 v Ilirski Bistrici kot prvo numizmatično društvo na Primorskem, od tod ime. Polno ime društva je Primorsko numizmatično društvo s filatelistično sekcijo Ilirska Bistrica.
Društvo ima redne mesečne sestanke vsako četrto nedeljo ob 9. uri na sedežu društva na Vojkovem drevoredu 6 ob železniški postaji v Ilirski Bistrici, razen julija in avgusta ko sestankov ni in decembra, ko je sestanek premaknjen na tretjo nedeljo.
Leta 2024 je v društvu aktivnih 29 članov.
Članarina znaša 20 EUR letno.
Občni zbor je organiziran na februarskem sestanku, volilni občni zbor pa je organiziran enkrat na štiri leta, zadnji je potekal leta 2022.

## Novice
Društvo vabi na svoj 748. sestanek 15. decembra 2024 ob 9. uri na svojem sedežu na Vojkovem drevoredu 6 v Ilirski Bistrici! Na sestanku bo članom s poravnano članarino na voljo najnovejša, 22. številka društvenega glasila Numizmatični list, naprodaj pa bo tudi žeton za 50 fičnikov, izdan ob 150-letnici rojstva Antona Žnideršiča.

## Organi
Na volilnem občnem zboru PND 27. 2. 2022 so bili izvoljeni za mandat 2022 – 2026:
- Predsednik: Vili Gombač
- Podpredsednik: Tijob Grgić
- Blagajnik: Andrej Vrh
- Tajnik: Vili Gombač
- Vodja numizmatične sekcije: Tijob Grgić
- Vodja filatelistične sekcije: Andrej Vrh
- Izvršilni odbor: predsednik Jože Božič, članica Jožica Samsa (umrla 2024, nato Pepi Krašna), član Miki  Milovanović
- Nadzorni odbor: predsednik Teodor Brožič, član Janez Ferlež, članica Danica Urh
- Disciplinska komisija: predsednik Jadran Krašovec, član Lojze Volk, član Ivan Valenčič

## Zgodovina
Društvo je bilo ustanovljeno 28. januarja 1973 v nekdanjem hotelu Turist v Ilirski Bistrici. Takrat so bila tovrstna društva samo v Ljubljani, Mariboru in Kranju. Ker je bilo prvo takšno na Primorskem, so ga poimenovali Primorsko numizmatično društvo Ilirska Bistrica.
Prvi društveni predsednik je bil Ivko Spetič (1973–1977), drugi Jože Bubnič (1977–1981), tretji Ivan Valenčič (1981–1985), četrti Vojko Čeligoj (1985–2014) in peti Viljem Gombač (2014–).
V Ilirski Bistrici je bilo sicer že leta 1950 ustanovljeno filatelistično društvo kot tretje v Sloveniji.
PND ima korenine v letu 1962, ko sta bila prva zbiralca starih novcev v Ilirski Bistrici Lojze Baša, brivec iz Placa in oče trenutnega predsednika Viljema Gombača Toni Gombač iz Trnovega. Vir za to je članek v časniku Snežnik iz leta 1962 »V Ilirski Bistrici imamo numizmatike«.
Prvi ljubiteljski numizmatik na Ilirskobistriškem je bil sicer Josip Nadoslav Potepan (1848–1893), prapraded trenutnega predsednika Viljema Gombača.
Filatelistična sekcija je bila ustanovljena leta 1994.
Ob 50-letnici delovanja je 4. junija 2023 društvo prejelo Spominsko plaketo Občine Ilirska Bistrica.

## Častni člani
Društvo je imelo tri častne člane: 
- Albin Pogačnik (31. 1. 1915 - 26. 2. 2014)
- Franc Poklar (19. 2. 1919 – 6. 1. 2021)
- Vojko Čeligoj (19. 7. 1938 – 7. 12. 2023)

## Dejavnost
Društvo izdaja društveno glasilo Numizmatični list. Konec leta 2024 je izšla 22. številka glasila. Glasila lektorira slavistka in društvena članica Bogdana Herman.
Filatelistična sekcija je izdala okoli 250 poštnih žigov in dotiskov, okoli 150 spominskih dopisnic ali razglednic in 28 osebnih poštnih znamk. 
Društvo je izdalo dve medalji, in sicer eno ob 10-letnici društva leta 1983 in eno ob 40-letnici društva leta 2013. 
Leta 2015 je društvo sodelovalo z Numizmatičnim društvom Slovenije pri izdaji medalje, posvečene 100-letnici rojstva Albina Pogačnika.
V preteklosti je društvo redno organiziralo dražbe kovancev, dražba je bila po dolgem času ponovno organizirana decembra 2016.
V 80. letih 20. stoletja je bila za društvo značilna močna pedagoška dejavnost, saj je društveni predsednik Vojko Čeligoj vodil filatelistične krožke na občinskih osnovnih šolah.

### Bistriški belič
Društvo izdaja spominske žetone bistriški belič (1 belič se deli na 100 fičnikov), s katerimi obeležuje pomembne osebe in dogodke iz preteklosti in s katerimi je možno plačati v nekaj ilirskobistriških podjetjih. Izdaje:
- 14. decembra 2013 je bila obeležena 40-letnica društva[4]
- 4. oktobra 2014 je bila obeležena 150-letnica narodne čitalnice
- 17. decembra 2015 je bila obeležena 750-letnica prve pisne omembe Trnovega[5][6][7]
- 23. maja 2016 je bila obeležena 200-letnica šolstva na Bistriškem[8]
- 18. decembra 2016 je bila obeležena 150-letnica telovadnega društva Ilirski sokol
- 15. septembra 2017 je bila obeležena 70-letnica vrnitve Primorske matični domovini
- 25. julija 2024 je bila obeležena 150-letnica rojstva Antona Žnideršiča

Vse izdaje je oblikoval Romeo Volk, razen 70-letnice vrnitve Primorske matični domovini, ki jo je oblikoval Blaž Dodič. Za računalniško obdelavo dizajnov je zaslužen Matjaž Penko.
Srebrniki in medeninasti kovanci so izdelani v kovnici Kremnica na Slovaškem, zlatniki pa v Zlatarni Celje.

### Osebne znamke
Izdelavo osebnih poštnih znamk je Pošta Slovenije ponudila spomladi 2007 in filatelistična sekcija PND je prve osebne znamke izdala še istega leta. Osebne znamke:
- Dragotin Kette (2007)
- Bogomil Brinšek (2007)
- France Pavlovec (2007)
- Anton Žnideršič (2007)
- Josip Potepan (2008)
- Viktor Bobek (2009)
- Miroslav Martinčič (2009)
- Aleksander Ličan (2009)
- Janez Bilc (2009)
- Miroslav Vilhar
- Karel Lavrič
- Fran Valenčič
- Ivan Vesel Vesnin
- Fran Gerbič
- Avgust Šuligoj
- Henrik Etbin Schollmayer pl. Lichtenberg
- Alojz Mihelčič
- Maksa Samsa
- Josip Križaj
- Viljem Kindler

In še osem osebnih znamk.

### Spominski poštni žigi
Zaporedna številka in leto izdaje:
...
- PND 113/03: 30 let PND
- PND 114/03: Trnovo
- PND 115/03: 100 let pošte in 290 let trga Trnovo
- PND 116/03: 110 let pošte Knežak
- PND 117/04: 10 let koče na Kozleku
- PND 118/04: Anton Žnideršič
- PND 119/04: 130 let pošte Prem
- PND 120/04: 120 let rojstva Bogomila Brinška
- PND 121/04: 60 let letalskega napada na sejem v Ilirski Bistrici
- PND 122/04: 140 let zborovskega petja na Bistriškem
- PND 123/05: 100 let obnovitve telovadnega društva Ilirski sokol
- PND 124/05: 60 let zaključka 2. svetovne vojne na Primorskem, Ilirska Bistrica
- PND 125/05: 60 let zaključka 2. svetovne vojne na Primorskem, Pivka
- PND 126/05: Tretji čebelarski praznik
- PND 127/05: 140 let preselitve pošte iz Lipe v Jelšane
- PND 128/05: Dan priključitve Primorske
- PND 129/05: 30 let grba Ilirske Bistrice
- PND 130/05: Jaslice 2005
- PND 131/06: 130 let rojstva Dragotina Ketteja
- PND 132/07: Hvala tolar - Srečno evro!
- PND 133/08: Cvetje slovenskega Krasa
- PND 134/08: 160 let rojstva Josipa Nadoslava Potepana Škrljevega
- PND 135/08: ?
- PND 136/09: najdba zlatnika Sigismunda Luksemburškega
- PND 137/09: Maksa Samsa
- PND 138/09: 200 let pošte Ilirska Bistrica
- PND 139/10: 60 let filatelije na Bistriškem
- PND 140/10: 95 let rojstva Alojza Mihelčiča
- PND 141/10: 65 let konca 2. svetovne vojne
- PND 142/10: 110 let smrti Ivana Vesela Vesnina
- PND 143/11: 20 let tolarja
- PND 144/11: 100 let rojstva Josipa Križaja
- PND 145/11: izid petih osebnih znamk
- PND 146/12: prenovljena pošta Ilirska Bistrica
- PND 147/12: 60 let proglasitve Ilirske Bistrice za mesto
- PND 148/12: ?
- PND 149/12: 100 let rojstva Viljema Kindlerja

- Sokolski dom PND 146/12 ?
- 40 let PND
- 140 let železnice Pivka - Reka
- 50 let OŠ Dragotina Ketteja

- PND 152/14: 150 let Narodne čitalnice Ilirska Bistrica
- PND 153/15: Premska narodna noša
- PND 153B/15: 110 let obnovitve TD Ilirski sokol (napaka, pravilno 154/15)
- PND 154/15: 70 let osvoboditve Ilirske Bistrice
- PND 155/15: 150 let pošte Jelšane
- PND 156/16: pogodbena pošta Jelšane
- PND 157/16: pogodbena pošta Prem
- PND 158/16: obisk Fatimske Marije v Ilirski Bistrici

pogodbena pošta Knežak?
- PND 159/22: 750 let Župnije Ilirska Bistrica
- PND 160/23: 50 let PND
- PND 161/23: 60 let Osnovne šole Dragotina Ketteja
- PND 162/24: 20 let Fotokluba Sušec Ilirska Bistrica
- PND 163/24: 20 let Gimnazije Ilirska Bistrica
- PND 164/24: 150 let rojstva čebelarja Antona Žnideršiča
- PND 165/24: 30 let koče na Kozleku
- PND 166/24: 30 let Gorsko hitrostne dirke Ilirska Bistrica-Šembije